# Google Fuchsia
Fuchsia is een capability-based besturingssysteem, momenteel in ontwikkeling door Google. Het werd bekend toen het project verscheen op GitHub in augustus 2016. In tegenstelling tot eerdere besturingssystemen van Google, zoals Chrome OS en Android, die gebaseerd zijn op de Linuxkernel, is Fuchsia gebaseerd op een nieuwe microkernel met de naam "Zircon".
Er wordt gespeculeerd dat Google met dit besturingssysteem mogelijk Android zou willen vervangen.
Het wordt gratis verspreid als opensourcesoftware.